# Großer Preis von Italien 1997
Der Große Preis von Italien 1997 (offiziell LXVIII Gran Premio d’Italia) fand am 7. September auf dem Autodromo Nazionale di Monza in Monza statt und war das 13. Rennen der Formel-1-Weltmeisterschaft 1997.

## Bericht

### Hintergrund
Nach dem Großen Preis von Belgien führte Michael Schumacher in der Fahrerwertung mit elf Punkten vor Jacques Villeneuve und mit 44 Punkten vor Heinz-Harald-Frentzen. In der Konstrukteurswertung führte Ferrari mit sechs Punkten vor Williams-Renault und mit 38 Punkten vor Benetton-Renault.
Mit Damon Hill (zweimal), Michael Schumacher, Johnny Herbert und Gerhard Berger (jeweils einmal) traten vier ehemalige Sieger zu diesem Grand Prix an.

### Training
Vor dem Rennen fanden zwei Trainingseinheiten statt: Die erste am Freitagmorgen und die zweite am Samstagmorgen.
Im ersten freien Training am Freitag sicherte sich Frentzen um beinahe eine Sekunde Vorsprung die Bestzeit vor seinem Teamkollegen Villeneuve, Jean Alesi und David Coulthard. Michael Schumacher lag rund zwei Sekunden hinter seinem Landsmann auf Platz 13. Alle Fahrer lagen innerhalb von viereinhalb Sekunden.
Im zweiten freien Traning am Samstag sicherte sich dann Villeneuve vor Alesi die schnellste Zeit mit 1:23,194 Minuten. Dahinter lagen Giancarlo Fisichella, Mika Häkkinen sowie Ralf Schumacher. Alle Fahrer waren innerhalb von fünf Sekunden platziert.

### Qualifying

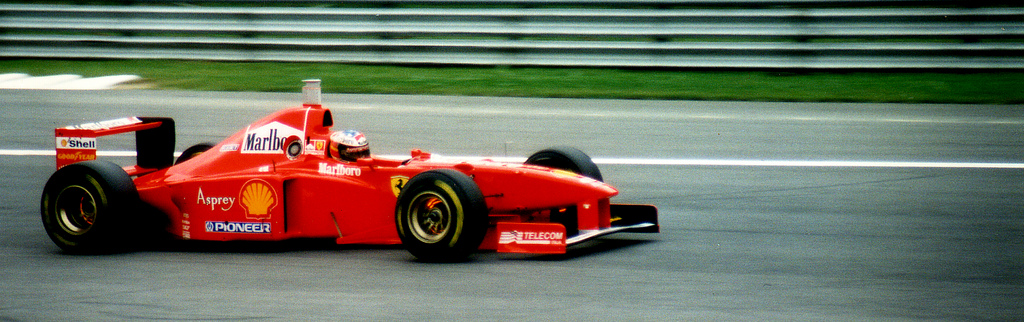
Michael Schumacher in seinem Ferrari F310B

Um fünf Hundertstel konnte sich Alesi vor Frentzen durchsetzen. Dahinter folgen um sieben Hundertstel Fisichella, Villeneuve, Häkkinen und Coulthard. Alle Fahrer waren innerhalb von fünf Sekunden platziert. Es war erst Alesis zweite und letzte Pole-Position in seiner Karriere.

### Warm-Up
Häkkinen war vor Ralf Schumacher und Coulthard im zweiten McLaren-Mercedes mit 1:24,234 Minuten der Schnellste. Einzig erwähnenswert wären die knapp 14 Sekunden Rückstand von Tarso Marques auf die Bestzeit der Session.

### Rennen

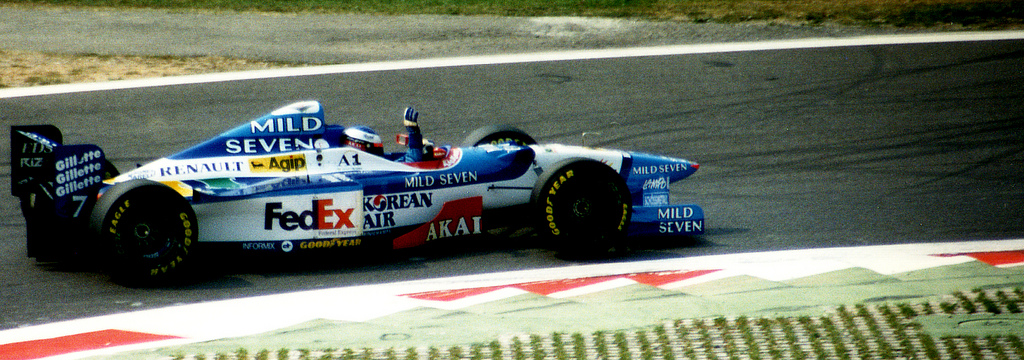
Jean Alesi bejubelt seinen zweiten Platz

Alesi konnte den Start gewinnen und bis zur Hälfte des Rennens die Führung behalten, doch nach einem schlechten Boxenstopp konnte zuerst Häkkinen, Michael Schumacher und dann Coulthard, von sechs gestartet, die Führung übernehmen.
Häkkinens Rennen wurde vom Pech überschattet, denn beim ersten Boxenstopp ging ihm wenige Meter vor der Box der Sprit aus, doch er konnte sich noch gerade über die Boxenlinie retten. Nach dem Stopp kam direkt der nächste Rückschlag, als sein Reifen Luft verlor und er so erneut für frische Reifen stoppen musste. Er war einer von vier Fahrern, die mehr als einmal stoppten.
Coulthard konnte seinen Vorsprung von zwei Sekunden über die Ziellinie retten und das Rennen gewinnen. Coulthard widmete den Sieg Prinzessin Diana, welche nur eine Woche vor dem Rennen ums Leben kam. Für Coulthard war es dritte Sieg in der Formel-1-Weltmeisterschaft. Alesi und Frentzen komplettierten das Podest. Es war die einzige Siegerehrung des Jahres, an der weder Villeneuve noch Schumacher Teil hatte.
Häkkinen konnte sich mit 1:24,808 Minuten die schnellste Runde sichern.
In der Fahrerwertung blieb Michael Schumacher vor Villeneuve. Alesi war nun wieder Dritter. In der Konstrukteurswertung blieben die ersten drei Positionen unverändert.

## Meldeliste
| Team                        | Nr. | Fahrer                | Chassis        | Motor                 | Reifen |
| --------------------------- | --- | --------------------- | -------------- | --------------------- | ------ |
| Danka Arrows Yamaha         | 01  | Damon Hill            | Arrows A18     | Yamaha 3.0 V10        | B      |
| Danka Arrows Yamaha         | 02  | Pedro Diniz           | Arrows A18     | Yamaha 3.0 V10        | B      |
| Rothmans Williams Renault   | 03  | Jacques Villeneuve    | Williams FW19  | Renault 3.0 V10       | G      |
| Rothmans Williams Renault   | 04  | Heinz-Harald Frentzen | Williams FW19  | Renault 3.0 V10       | G      |
| Scuderia Ferrari Marlboro   | 05  | Michael Schumacher    | Ferrari F310B  | Ferrari 3.0 V10       | G      |
| Scuderia Ferrari Marlboro   | 06  | Eddie Irvine          | Ferrari F310B  | Ferrari 3.0 V10       | G      |
| Mild Seven Benetton Renault | 07  | Jean Alesi            | Benetton B197  | Renault 3.0 V10       | G      |
| Mild Seven Benetton Renault | 08  | Gerhard Berger        | Benetton B197  | Renault 3.0 V10       | G      |
| West McLaren Mercedes       | 09  | Mika Häkkinen         | McLaren MP4/12 | Mercedes-Benz 3.0 V10 | G      |
| West McLaren Mercedes       | 10  | David Coulthard       | McLaren MP4/12 | Mercedes-Benz 3.0 V10 | G      |
| B&H Total Jordan Peugeot    | 11  | Ralf Schumacher       | Jordan 197     | Peugeot 3.0 V10       | G      |
| B&H Total Jordan Peugeot    | 12  | Giancarlo Fisichella  | Jordan 197     | Peugeot 3.0 V10       | G      |
| Prost Gauloises Peugeot     | 14  | Jarno Trulli          | Prost JS45     | Mugen-Honda 3.0 V10   | B      |
| Prost Gauloises Peugeot     | 15  | Shinji Nakano         | Prost JS45     | Mugen-Honda 3.0 V10   | B      |
| Red Bull Sauber Petronas    | 16  | Johnny Herbert        | Sauber C16     | Petronas 3.0 V10      | G      |
| Red Bull Sauber Petronas    | 17  | Gianni Morbidelli     | Sauber C16     | Petronas 3.0 V10      | G      |
| Tyrrell                     | 18  | Jos Verstappen        | Tyrrell 025    | Ford ED5 3.0 V8       | G      |
| Tyrrell                     | 19  | Mika Salo             | Tyrrell 025    | Ford ED5 3.0 V8       | G      |
| Minardi Team                | 20  | Ukyō Katayama         | Minardi M197   | Hart 3.0 V8           | B      |
| Minardi Team                | 21  | Tarso Marques         | Minardi M197   | Hart 3.0 V8           | B      |
| Stewart Ford                | 22  | Rubens Barrichello    | Stewart SF01   | Ford Zetec-R 3.0 V10  | B      |
| Stewart Ford                | 23  | Jan Magnussen         | Stewart SF01   | Ford Zetec-R 3.0 V10  | B      |

## Klassifikation

### Qualifying
| Pos.                                                                       | Fahrer                | Konstrukteur      | Zeit     | Start |
| -------------------------------------------------------------------------- | --------------------- | ----------------- | -------- | ----- |
| 01                                                                         | Jean Alesi            | Benetton-Renault  | 1:22,990 | 01    |
| 02                                                                         | Heinz-Harald Frentzen | Williams-Renault  | 1:23,042 | 02    |
| 03                                                                         | Giancarlo Fisichella  | Jordan-Peugeot    | 1:23,066 | 03    |
| 04                                                                         | Jacques Villeneuve    | Williams-Renault  | 1:23,231 | 04    |
| 05                                                                         | Mika Häkkinen         | McLaren-Mercedes  | 1:23,340 | 05    |
| 06                                                                         | David Coulthard       | McLaren-Mercedes  | 1:23,347 | 06    |
| 07                                                                         | Gerhard Berger        | Benetton-Renault  | 1:23,443 | 07    |
| 08                                                                         | Ralf Schumacher       | Jordan-Peugeot    | 1:23,603 | 08    |
| 09                                                                         | Michael Schumacher    | Ferrari           | 1:23,624 | 09    |
| 10                                                                         | Eddie Irvine          | Ferrari           | 1:23,891 | 10    |
| 11                                                                         | Rubens Barrichello    | Stewart-Ford      | 1:24,177 | 11    |
| 12                                                                         | Johnny Herbert        | Sauber-Petronas   | 1:24,242 | 12    |
| 13                                                                         | Jan Magnussen         | Stewart-Ford      | 1:24,394 | 13    |
| 14                                                                         | Damon Hill            | Arrows-Yamaha     | 1:24,482 | 14    |
| 15                                                                         | Shinji Nakano         | Prost-Mugen-Honda | 1:24,553 | 15    |
| 16                                                                         | Jarno Trulli          | Prost-Mugen-Honda | 1:24,567 | 16    |
| 17                                                                         | Pedro Diniz           | Arrows-Yamaha     | 1:24,639 | 17    |
| 18                                                                         | Gianni Morbidelli     | Sauber-Petronas   | 1:24,735 | 18    |
| 19                                                                         | Mika Salo             | Tyrrell-Ford      | 1:25,693 | 19    |
| 20                                                                         | Jos Verstappen        | Tyrrell-Ford      | 1:25,845 | 20    |
| 21                                                                         | Ukyō Katayama         | Minardi-Hart      | 1:26,655 | 21    |
| 22                                                                         | Tarso Marques         | Minardi-Hart      | 1:27,677 | 22    |
| 107-Prozent-Zeit: 1:28,799 min (bezogen auf die Bestzeit von 1:22,990 min) |                       |                   |          |       |

### Rennen
| Pos. | Fahrer                | Konstrukteur      | Runden | Stopps | Zeit        | Start | Schnellste Runde |
| ---- | --------------------- | ----------------- | ------ | ------ | ----------- | ----- | ---------------- |
| 01   | David Coulthard       | McLaren-Mercedes  | 53     | 1      | 1:17:04,609 | 06    | 1:25,975 (31.)   |
| 02   | Jean Alesi            | Benetton-Renault  | 53     | 1      | + 1,937     | 01    | 1:26,067 (52.)   |
| 03   | Heinz-Harald Frentzen | Williams-Renault  | 53     | 1      | + 4,343     | 02    | 1:25,600 (47.)   |
| 04   | Giancarlo Fisichella  | Jordan-Peugeot    | 53     | 1      | + 5,871     | 03    | 1:25,960 (28.)   |
| 05   | Jacques Villeneuve    | Williams-Renault  | 53     | 1      | + 6,416     | 04    | 1:25,715 (20.)   |
| 06   | Michael Schumacher    | Ferrari           | 53     | 1      | + 11,481    | 09    | 1:25,863 (47.)   |
| 07   | Gerhard Berger        | Benetton-Renault  | 53     | 1      | + 12,471    | 07    | 1:25,653 (47.)   |
| 08   | Eddie Irvine          | Ferrari           | 53     | 1      | + 17,639    | 10    | 1:25,655 (53.)   |
| 09   | Mika Häkkinen         | McLaren-Mercedes  | 53     | 2      | + 49,373    | 05    | 1:24,808 (49.)   |
| 10   | Jarno Trulli          | Prost-Mugen-Honda | 53     | 1      | + 1:02,706  | 16    | 1:26,718 (44.)   |
| 11   | Shinji Nakano         | Prost-Mugen-Honda | 53     | 1      | + 1:03,327  | 15    | 1:26,383 (53.)   |
| 12   | Gianni Morbidelli     | Sauber-Petronas   | 52     | 1      | + 1 Runde   | 18    | 1:27,257 (26.)   |
| 13   | Rubens Barrichello    | Stewart-Ford      | 52     | 2      | + 1 Runde   | 11    | 1:27,571 (20.)   |
| 14   | Tarso Marques         | Minardi-Hart      | 50     | 2      | + 3 Runden  | 22    | 1:29,116 (07.)   |
| –    | Damon Hill            | Arrows-Yamaha     | 46     | 1      | DNF         | 14    | 1:27,081 (27.)   |
| –    | Ralf Schumacher       | Jordan-Peugeot    | 39     | 2      | DNF         | 08    | 1:25,909 (31.)   |
| –    | Johnny Herbert        | Sauber-Petronas   | 38     | 1      | DNF         | 12    | 1:26,572 (27.)   |
| –    | Mika Salo             | Tyrrell-Ford      | 33     | 1      | DNF         | 19    | 1:28,004 (12.)   |
| –    | Jan Magnussen         | Stewart-Ford      | 31     | 1      | DNF         | 13    | 1:27,447 (21.)   |
| –    | Jos Verstappen        | Tyrrell-Ford      | 12     | 0      | DNF         | 20    | 1:28,227 (09.)   |
| –    | Ukyō Katayama         | Minardi-Hart      | 8      | 0      | DNF         | 21    | 1:29,133 (03.)   |
| –    | Pedro Diniz           | Arrows-Yamaha     | 4      | 0      | DNF         | 17    | 1:28,569 (03.)   |

## WM-Stände nach dem Rennen
Die ersten sechs des Rennens bekamen 10, 6, 4, 3, 2 bzw. 1 Punkt(e).

### Fahrerwertung
| Pos. | Fahrer                | Konstrukteur      | Punkte |
| ---- | --------------------- | ----------------- | ------ |
| 01   | Michael Schumacher    | Ferrari           | 67     |
| 02   | Jacques Villeneuve    | Williams-Renault  | 57     |
| 03   | Jean Alesi            | Benetton-Renault  | 28     |
| 04   | Heinz-Harald Frentzen | Williams-Renault  | 27     |
| 05   | David Coulthard       | McLaren-Mercedes  | 24     |
| 06   | Gerhard Berger        | Benetton-Renault  | 21     |
| 07   | Eddie Irvine          | Ferrari           | 18     |
| 08   | Giancarlo Fisichella  | Jordan-Peugeot    | 17     |
| 09   | Olivier Panis         | Prost-Mugen-Honda | 15     |
| 10   | Mika Häkkinen         | McLaren-Mercedes  | 14     |
| 11   | Johnny Herbert        | Sauber-Petronas   | 14     |
| 12   | Ralf Schumacher       | Jordan-Peugeot    | 11     |
| 13   | Damon Hill            | Arrows-Yamaha     | 7      |

| Pos. | Fahrer             | Konstrukteur                     | Punkte |
| ---- | ------------------ | -------------------------------- | ------ |
| 14   | Rubens Barrichello | Stewart-Ford                     | 6      |
| 15   | Alexander Wurz     | Benetton-Renault                 | 4      |
| 16   | Jarno Trulli       | Prost-Mugen-Honda / Minardi-Hart | 3      |
| 17   | Mika Salo          | Tyrrell-Ford                     | 2      |
| 18   | Shinji Nakano      | Prost-Mugen-Honda                | 2      |
| 19   | Nicola Larini      | Sauber-Petronas                  | 1      |
| 20   | Pedro Diniz        | Arrows-Yamaha                    | 0      |
| 21   | Jan Magnussen      | Stewart-Ford                     | 0      |
| 22   | Jos Verstappen     | Tyrrell-Ford                     | 0      |
| 23   | Norberto Fontana   | Sauber-Petronas                  | 0      |
| 24   | Gianni Morbidelli  | Sauber-Petronas                  | 0      |
| 25   | Ukyō Katayama      | Minardi-Hart                     | 0      |
| 26   | Tarso Marques      | Minardi-Hart                     | 0      |

### Konstrukteurswertung
| Pos. | Konstrukteur      | Punkte |
| ---- | ----------------- | ------ |
| 01   | Ferrari           | 85     |
| 02   | Williams-Renault  | 84     |
| 03   | Benetton-Renault  | 52     |
| 04   | McLaren-Mercedes  | 38     |
| 05   | Jordan-Peugeot    | 28     |
| 06   | Prost-Mugen-Honda | 20     |

| Pos. | Konstrukteur    | Punkte |
| ---- | --------------- | ------ |
| 07   | Sauber-Petronas | 15     |
| 08   | Arrows-Yamaha   | 7      |
| 09   | Stewart-Ford    | 6      |
| 10   | Tyrrell-Ford    | 2      |
| 11   | Minardi-Hart    | 0      |
| –    | Lola-Ford       | 0      |